# 徐光宪
徐光宪（1920年11月7日—2015年4月28日），男，浙江绍兴人，中国物理化学家、无机化学家、教育家，中国科学院院士，北京大学化学与分子工程学院教授，稀土材料化学国家重点实验室学术委员会名誉主任。

## 生平
徐光宪于1936年考入浙江大学高工土木科。1944年毕业于交通大学化学系；1951年获美国哥伦比亚大学博士学位，研究方向是量子化學，师从C.D.Beckmann教授。回国后在北京大学任教。在北大化學系任教後，他只幹了6年就被錢三強點將，抽調出來組建技術物理系，任教研室主任，並開始核燃料萃取的研究，直到中止。
1970年代，北京大學接到分離鐠釹的緊急任務，從江西鯉魚洲下放勞動的徐光憲挑起重擔，他因此回到北京大學化學系，從此加入稀土研究行列。這是他學術方向上的一次轉折。徐光憲曾經回憶：「當時大家都以國家需要為第一，堅決服從組織分配的。」以前在研究核燃料萃取和講授原子核子物理的工作中一晃就是十多年。所以，重回化學系，開始研究稀土分離也是長期任務，並同樣源於國家需要，在當時，稀土元素中的鐠釹分離是世界級的科研難題，因為分離工藝落後，我們只能從國外高價進口，這個難題急需解決。1980年当选为中国科学院化学部院士。1993年7月浙江大学化学系兼职教授。2012年3月担任北京浙大校友会化工分会名誉会长。
2015年4月28日上午，徐光宪因病医治无效，在北京逝世，享年95岁。

## 学术贡献
徐光宪与合作者在量子化学领域中，提出了原子价的新概念nxcπ结构规则和分子的周期律、同系线性规律的量子化学基础和稀土化合物的电子结构特征，被授予国家自然科学二等奖，他编著的《物质结构》被授予国家优秀教材特等奖。他创建的“串级萃取理论”解决了稀土分离的难题，在全国普遍推广应用后，使中国单一高纯稀土的生产与外贸占到全世界90%以上的份额，迫使美日稀土分离厂停产，取得国际领先水平和巨大的经济及社会效益。 

## 奖项和荣誉
1994年获首届何梁何利科技进步奖，2005年获何梁何利科学成就奖，2006年获北京大学首届蔡元培奖，2009年1月9日获得2008年度国家最高科学技术奖。

## 家庭
妻子高小霞为中国分析化学家，中国科学院院士。

## 相关书籍
- 《化学大师 徐光宪》 中国科学技术出版社出版（2012年1月第1版）